# À disposição de Sua Majestade

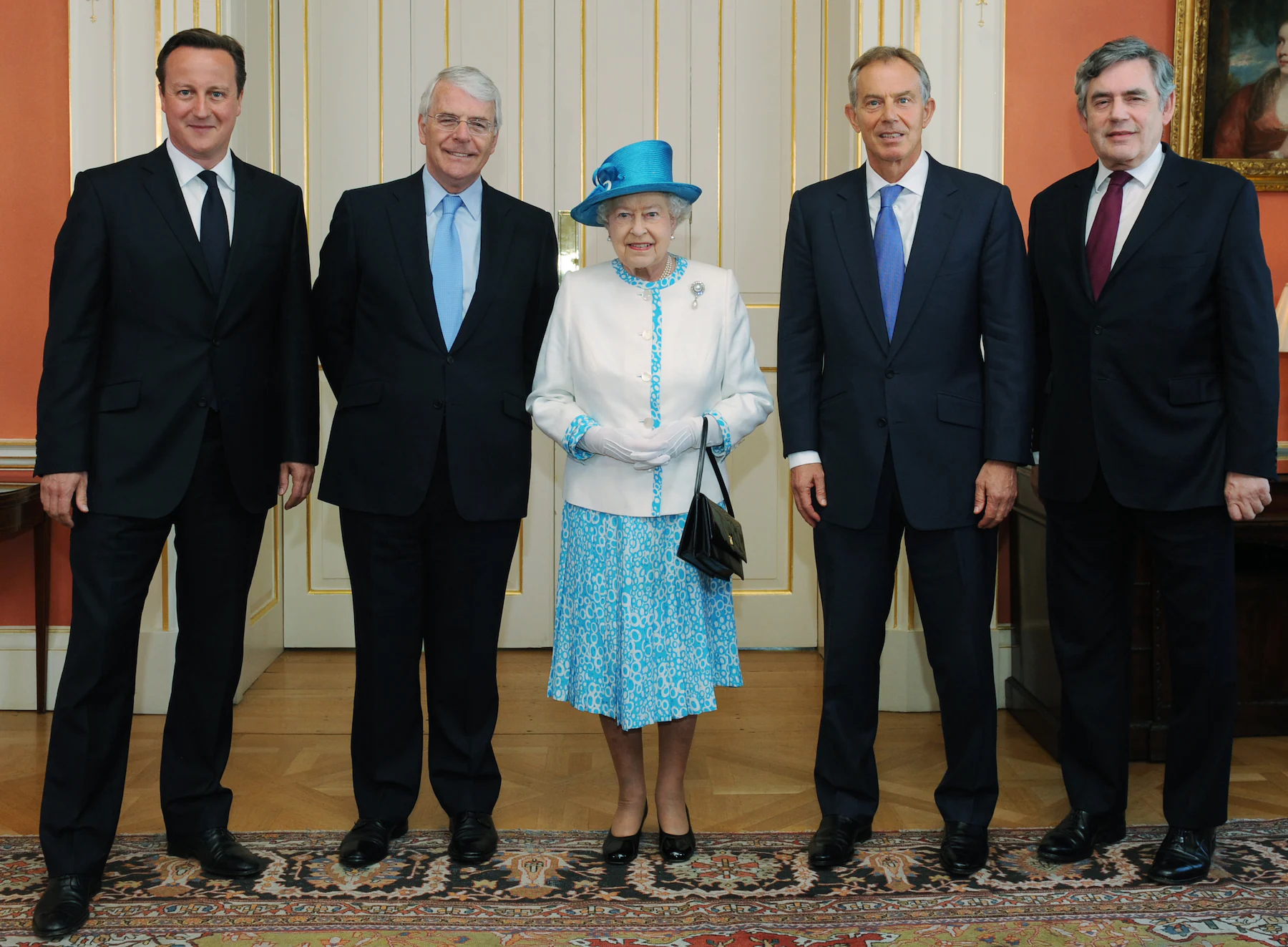
O tempo de mandato dos primeiros-ministros britânicos está "à disposição de Sua Majestade". Na foto, Isabel II com os primeiros-ministros de seu reinado: David Cameron, John Major, Tony Blair e Gordon Brown.

À disposição de Sua Majestade ou à vontade de Sua Majestade (em inglês: At His Majesty's pleasure) é um termo jurídico referente à duração indeterminada de tempo de encarceramento ou de serviço e mandato dos cargos designados diretamente pelo monarca de uma nação. A expressão é oriunda do conceito de que determinados cargos políticos são designados diretamente pelo monarca e são alterados somente sob sua vontade expressa ao invés de estarem sujeitos à vontade popular ou influências ideológicas específicas.
O termo é aplicado mais frequentemente em referência aos cargos nomeados diretamente pelo Soberano britânico no Reino Unido, mas também ocorre em outros Reinos da Comunidade das Nações e nas demais monarquias contemporâneas como Espanha, Países Baixos e Omã. Nos Estados monárquicos em que o soberano é representado por um vice-rei ou governador-geral, a frase costuma ser adaptada para "à disposição do Governador-Geral", refletindo o poder deste cargo de representar diretamente os interesses do soberano naquele território.

## Aplicação contemporânea

### Serviço à Coroa
Atualmente, o termo "À disposição de Sua Majestade" costuma ser empregado no caso de indivíduos nomeados diretamente pela Coroa sem tempo predeterminado de mandato, sendo mais comum nos casos de governadores-gerais, primeiros-ministros e ministros da Coroa dos Reinos da Comunidade das Nações. No Canadá especificamente, os vice-governadores das províncias apontados pelo Governador-geral são descritos pela Lei constitucional de 1867 como "à disposição do Governador-geral" e não do monarca. De igual modo, os Ministros de Estado australianos são descritos como servindo "à disposição do Governador-geral" na Constituição da Austrália.

### Encarceramento
O termo também aplica-se a casos de detenção prisional por tempo indefinido. Um magistrado pode julgar que um cidadão seja "detido à disposição de Sua Majestade" por crimes que incluam graves ofensas ou diante de alegação de insanidade mental indeferida. Este procedimento costuma ser aplicado quando entende-se haver um grande risco de reincidência criminal e também como substituição à pena de prisão perpétua. Por exemplo, a Seção 259 do Ato de Sentenciamento de 2020 (válido somente em Inglaterra e Gales) afirma: "quando um indivíduo condenado por homicídio ou qualquer outro crime cuja pena é fixada por lei como prisão perpétua e parece ao tribunal ter menos de 18 anos de idade no momento em que o crime foi cometido (...) O tribunal deve condenar o infrator à detenção durante a vontade de Sua Majestade".
Os detidos sob esta pena são periodicamente revisados para determinar se sua sentença pode ser abreviada ou comutada. Apesar de tradicionalmente este poder recair somente sobre o monarca, há diversas outras autoridades inferiores que normalmente encarregam-se da supervisão de comportamento e regulamentação de penas de infratores. Também são estabelecidos prazos mínimos, antes dos quais o preso não pode deixar o regime. Este papel era função direta do Secretário do Interior até 2000, quando passou a ser um dos encargos do juiz de primeira instância. As sentenças dos presos são normalmente consideradas completas quando o órgão de revisão declara-se "satisfeito com o fato de que houve uma mudança significativa na atitude e no comportamento do infrator".